# ヘンリー・ユージン・デイビース
ヘンリー・ユージン・デイビース（英: Henry Eugene Davies、1836年7月2日 - 1894年9月7日）は、アメリカ合衆国ニューヨーク州出身の軍人、著作家、官僚、弁護士である。南北戦争では北軍騎兵隊の志願兵准将であり、終戦時に志願兵の少将に昇進した。デイビースは職業軍人ではなかったが、北軍東部戦線の騎兵隊で将官にまで昇進した数少ない者の1人だった。南北戦争終盤のオーバーランド方面作戦、ピーターズバーグ包囲戦、および終戦間近のアポマトックス方面作戦の主要な会戦で指揮下の旅団を率いた。

## 初期の経歴
ヘンリー・ユージン・デイビースは、1836年7月2日にニューヨーク州 ニューヨーク市で生まれた。父は判事のヘンリー・エベネザー・デイビースであり、その長男だった。ハーバード大学、ウィリアムズ大学、コロンビア大学で学び、1857年には法廷弁護士として認められた。1858年7月10日、ニューヨーク州フィッシュキル・オン・ハドソンで、ジョン・T・リッチとジュリア・ヴァン・ヴォーヒーズ夫妻の娘、ジュリア・リッチと結婚した。この夫妻には同名のヘンリー・ユージンと名付けた一人息子が生まれた。デイビースは、南北戦争のときに北軍の准将（名誉少将）となったトマス・アルフレッド・デイビースの甥だった。

## 南北戦争
南北戦争が始まると、デイビースはニューヨーク第5志願歩兵連隊の大尉となり、この戦争では最初期の戦闘となった1861年6月10日のバージニア州、ビッグベセルの戦いに参戦した。1861年8月、デイビースはニューヨーク第2志願騎兵連隊の少佐に指名された。この連隊は半島方面作戦のときにラッパハノック川前線で、アービン・マクドウェル少将の軍団に配属となった。1862年8月、第二次ブルランの戦いの時にはこの連隊が大いに活躍した（戦闘そのものは北軍の大敗だった）。デイビースは1862年12月に中佐に昇進し、さらに1863年6月には大佐に昇進した。1863年6月9日、ニューヨーク第2志願騎兵連隊はブランディ・ステーションの戦い、さらに6月17日のアルディの戦いで大きな損失を出した。7月のゲティスバーグの戦いのときは、連隊は、メリーランド州ウェストミンスターの補給基地に駐屯していた。
1863年9月16日、デイビースは志願兵の准将に指名されたが、その指名がアメリカ合衆国上院で確認されたのは1864年4月1日になってからだった。ポトマック軍の騎兵軍団で、終戦に至るまでの期間、まず旅団長として、また短い間だが3度の時期には師団長として活躍した。デイビースは南北戦争の東部戦線で、非職業軍人でありながら騎兵の将官の位まで昇った者として数少ない中の1人だった。
デイビースは当初ポトマック軍第3騎兵師団第1旅団を率いた。1863年後期、その旅団が結果のはっきりしなかったブリストー方面作戦に参加した。オーバーランド方面作戦の始まる前にポトマック軍第2騎兵師団第1旅団となり、1865年2月初旬までは准将、その後に名誉少将となったデイビッド・グレッグが率いていた。この旅団にはニュージャージー第1志願騎兵隊、ニューヨーク第10志願騎兵隊、同第24志願騎兵隊、ペンシルベニア第1志願騎兵隊の5個中隊、さらにアメリカ第2砲兵隊A大隊が含まれていた。
オーバーランド方面作戦のとき、デイビースの旅団は、フィリップ・シェリダン少将が指揮した騎兵軍団による1864年5月のリッチモンドに対する襲撃の中で、6月のトレビリアン・ステーションの戦いに参戦した。5月28日のホーズショップの戦いの時に、デイビースのサーベルにミニエ銃の銃弾が当たって半分に折れ、馬の尾が撃ち落された。
ピーターズバーグ包囲戦のときは幾つかの戦闘に関わった。ボーン道路の戦いでは、かなり多勢の敵部隊に対して、道路に沿った陣地を守った。この戦闘はさらに大きなピーブル農園の戦いに関わっていた。デイビースの旅団は1864年12月のウェルドン鉄道に対する襲撃に参加した。1865年2月6日のハッチャーズランの戦いでは、デイビースが負傷した。2月初旬にグレッグが辞任した後、その軍団は2月6日から3月27日まで、デイビースを含む暫定指揮官が指揮した。3月8日、エイブラハム・リンカーン大統領がデイビースを志願兵の名誉少将の位に挙げるものとして推薦し、その発令日付をピーブル農園の戦い中のボーン道路の戦いのあった1864年10月1日とした。アメリカ合衆国上院がこれを1865年3月10日に確認した。
1865年3月26日、ジョージ・クルック少将がグレッグに代わってポトマック軍第2騎兵師団の師団長に指名された。デイビースの旅団は、3月31日のディンウィディ・コートハウスの戦いなど騎兵隊による作戦に深く関わり、4月2日夜に南軍がピーターズバーグとリッチモンドから脱出することになる、北軍によるピーターズバーグ突破に貢献した。その旅団はさらにアポマトックス方面作戦に参戦し、アメリア・スプリングスの戦いでは北軍本体として関わった。この時はペインビルの近くで南軍輜重隊の約200両の荷車を破壊し、南軍の装備や荷車を曳く動物を捕獲し、300名以上、恐らくは1,000名ほどの兵士を捕虜にし、軍隊旗数本も鹵獲した。この方面作戦は1865年4月9日、アポマトックス・コートハウスで南軍の北バージニア軍が降伏して終わった。
クルック少将の参謀士官であるヘンリー・E・トレメイン少佐は、デイビース隊が「その任にあたったその大きさの騎兵隊の中でも素晴らしい」部隊だったと述べている。
1865年6月7日、デイビースは5月4日付で志願兵の実質的少将の位に指名された。この昇進がアメリカ合衆国上院によって確認されたのは1866年2月23日になってからだった。戦後、デイビースは短期間軍に留まっていたが、アラバマ中軍管区を指揮していた1866年1月1日に除隊となった。

## その後の人生
ヘンリー・デイビースはその後、ニューヨーク州の著名な弁護士となり、1866年1月1日から1869年1月1日までニューヨーク市行政部の官僚、1870年7月から1873年1月1日までニューヨーク州南部地区のアメリカ合衆国地区検事補を務めた。その後は自らの法律実務に戻った。さらに後にはニューヨーク州ビーコン市に移転した。デイビースの著作として、1871年には『平原での10日間』を出版し、死後の1895年には『デイビース備忘録』と「偉大な指揮官シリーズ」の中で『シェリダン将軍』が出版された。
デイビースはマサチューセッツ州ミドルボロの友人を訪ねていた1894年9月7日に急死し、ニューヨーク州ビーコン市セントルークス教会墓地に埋葬されている。その後には妻と息子が残された。